# The Story of Neptune
| Recensione | Giudizio |
| ---------- | -------- |
| AllMusic   | [ 1 ]    |

The Story of Neptune è un album discografico di Tony Williams, pubblicato dalla casa discografica Blue Note Records nel 1992.

## Tracce

### CD
1. Neptune: Overture – 5:03 (Tony Williams)
2. Neptune: Fear Not – 6:56 (Tony Williams)
3. Neptune: Creatures of Conscience – 6:57 (Tony Williams)
4. Blackbird – 5:35 (Paul McCartney, John Lennon)
5. Crime Scene – 7:05 (Tony Williams)
6. Poinciana – 10:10 (Buddy Bernier, Nat Simon)
7. Birdlike – 3:31 (Freddie Hubbard)

## Musicisti
- Tony Williams - batteria
- Wallace Roney - tromba
- Bill Pierce - sassofono tenore, sassofono soprano
- Mulgrew Miller - pianoforte
- Ira Coleman - basso

Note aggiuntive
- Tony Williams - produttore
- Lee Ethier - coordinatore alla produzione
- Registrazioni effettuate al Power Station di New York City, New York il 29-30 novembre e 1º dicembre 1991
- Bob Brockman - ingegnere delle registrazioni e del mixaggio
- Chris Albert - assistente ingegnere delle registrazioni
- Mixaggio effettuato al Marathon di New York City il 2 e 3 dicembre 1991
- Bob Mitchell - assistente ingegnere del mixaggio
- Mastering effettuato da Ted Jensen al Sterling Sound di New York City il 19 dicembre 1991
- Michele Clement - foto copertina album
- Scott Miller - design copertina album[2]